# باراغان
باراغان

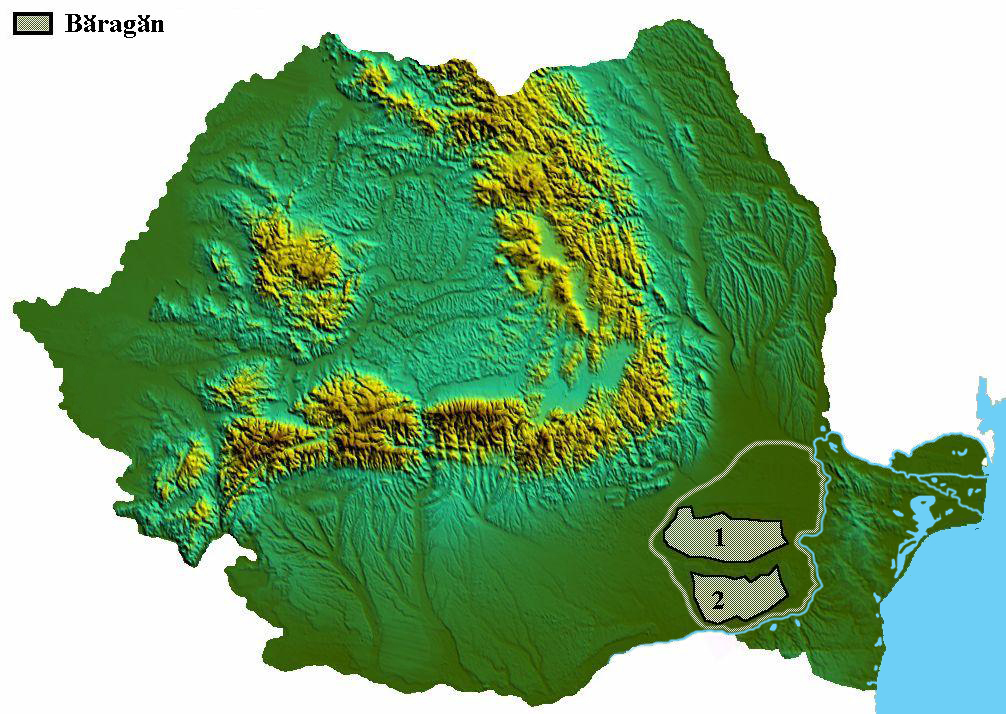
سهل باراغان برومانيا.

باراغان هو سهل يقع جنوب شرق رومانيا، والسهل غنى جدا بحبوب حمص، والكثير من الخضروات، ويشكل جزء من سهل رومانيا، ويحيط الشهل من الجهة الجنوبية والشرقية نهر الدانوب ومن الجهة الشمالية نهر بوزاو، وأراضي العاصمة بوخارست لا تشكل جزء من سهل باراغان وأنما تشكل سهل فلاسيا.

## التاريخ
تعتبر سهول باراغان من أهم السهول في رومانيا، ويرحع السبب إلى أن معظم سكان رومانيا على مر التاريخ سكنوا السهل.
في الماضي كان السهل عبارة عن مرعى للحيوانات في منطقة ترانسلفانيا، وبعدها تحولت إلى مناطق صالحة للزراعة في النصف الثاني من القرن التاسع عشر، وفي الخمسينيات تحولت المنطقة إلى منطقة عسكرية بطاقة أستيعابية 40000 جندي، وفي الأعوام الأخيرة نشطت الزراعة في سهل باراغان.